# Апайков, Геннадий Александрович
Геннадий Александрович Апайков (02 мая 1938 — 25 сентября 2011) — начальник участка шахтоуправления имени Космонавтов производственного объединения «Ровенькиантрацит» (до 1980 трест «Фрунзеуголь») Министерства угольной промышленности Украинской ССР (Ворошиловградская область), Герой Социалистического Труда (02.03.1981).

## Биография
Родился 2 мая 1938 года в г. Ровеньки. В 1952 г. окончил среднюю школу и поступил в горный техникум.
Работал на шахте № 60 лесодоставщиком, затем на шахте № 3 «Дарьевская» треста «Фрунзеуголь» горным мастером на участке горно-капитальных работ, начальником участка вентиляции и техники безопасности.
С октября 1965 г. начальник добычного участка шахты № 3 «Дарьевская» (с 1971 г. имени Космонавтов).
В июле 1969 г. показал рекордную производительность труда — 4129 тонн на человека, выдав на-гора 103,2 тыс. тонн угля за 31 рабочий день.
Возглавлял участок до мая 1993 г. До 1 декабря 2010 г. работал диспетчером ГП «Ровенькиантрацит».
Герой Социалистического Труда (02.03.1981). Награждён двумя орденами Ленина, орденом «Знак Почёта», знаками «Шахтёрская слава» трёх степеней.
Умер 25 сентября 2011 г. в реанимации, куда попал в результате продолжительной тяжёлой болезни.